# Jenny Björklund
Jenny Björklund född 1974, är en svensk filosofie doktor, författare, docent i litteraturvetenskap och lektor i genusvetenskap vid centrum för genusvetenskap vid Uppsala universitet.
Björklund disputerade 2004 på en avhandling om fyrtiotalismen och lyrikerna Ella Hillbäck, Rut Hillarp och Ann Margret Dahlquist-Ljungberg. Hon har bland annat skrivit om Agnes von Krusenstjernas författarskap samt om HBTQ-perspektiv i samtida litteratur. Hon har återkommande medverkat i, och är sedan 2012 redaktör för tidskriften lambda nordica.